# Trouwambtenaar

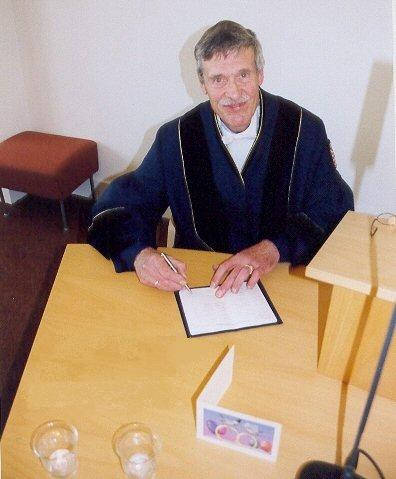
Een trouwambtenaar tekent het trouwboekje.

Een trouwambtenaar (formeel : Buitengewoon Ambtenaar van de Burgerlijke Stand, afgekort tot BABS) is in Nederland een ambtenaar die wordt aangesteld door het gemeentebestuur met als taak het voltrekken van huwelijken, het registreren van partnerschappen en het omzetten van huwelijken en geregistreerde partnerschappen.

## De beëdiging bij de rechtbank
Voorafgaande aan het uitoefenen van de functie dient de trouwambtenaar bij een rechtbank een eed of belofte af te leggen. In het Burgerlijk Wetboek staat hierover: "De ambtenaar of de buitengewoon ambtenaar van de burgerlijke stand wordt tot zijn betrekking niet toegelaten dan na voor de arrondissementsrechtbank tot wier rechtsgebied de gemeente behoort waar hij voor het eerst wordt benoemd de navolgende eed dan wel belofte te hebben afgelegd: "Ik zweer (beloof) dat ik de betrekking van ambtenaar van de burgerlijke stand met eerlijkheid en nauwkeurigheid zal vervullen en dat ik de wettelijke voorschriften, de burgerlijke stand betreffende, met de meeste nauwgezetheid zal opvolgen; dat ik voorts, tot het verkrijgen van mijn aanstelling, middellijk noch onmiddellijk, onder enige naam of voorwendsel, aan iemand iets heb gegeven of beloofd, en dat ik, om iets in deze betrekking te doen of te laten, van niemand enige beloften of geschenken zal aannemen, middellijk of onmiddellijk.", naar keuze gevolgd door "Zo waarlijk helpe mij God almachtig" of "Dat verklaar en beloof ik".

## Functie-eisen
Het kunnen voltrekken van de ceremonie die leidt tot het sluiten van een wettelijk huwelijk en het doen van partnerschapregistraties zonder aanzien des persoons. Het gemeentebestuur kan verdere eisen stellen, zoals het kunnen spreken van meerdere talen. Daarnaast is het van belang, maar niet vereist, dat een trouwambtenaar gelooft in het huwelijk, kan improviseren en aansluiten bij de gewenste stemming, aanvoelt hoe de verhouding tussen twee partners en/of families is, en in het algemeen in mensen is geïnteresseerd.

## Vereniging en tijdschrift
Er is een vereniging van trouwambtenaren met een website en een vakblad Trouwcont(r)act. Dit is een provinciale vereniging in Drenthe maar het is niet duidelijk of deze nog actief is.
Er is ook een landelijke vereniging van trouwambtenaren "Matrimonium", opgericht op 20 oktober 2010. De vereniging heeft als doel het in stand houden en verbeteren van de professionaliteit en vakkundigheid van de trouwambtenaar en het opzetten van een netwerk om informatie te delen. Zo vormt de vereniging een landelijk netwerk waarbij de trouwambtenaren elkaar versterken door kennis en ervaringen te delen en te netwerken.

## Weigerambtenaar
Weigerambtenaar is een term die (vooral in Nederland) gebruikt wordt om een ambtenaar van de burgerlijke stand aan te duiden die weigert om partners van het gelijke geslacht te huwen oftewel een homohuwelijk te sluiten vanwege gewetensbezwaren. De term werd begin 2007 geïntroduceerd naar aanleiding van het nieuwe regeerakkoord, dat stelt dat een ambtenaar van de burgerlijke stand een huwelijk tussen twee partners van gelijke sekse mag weigeren. Dit stuitte op verzet van de grote steden en het COC. Amsterdam was de eerste stad die de passage in het akkoord verwierp. Andere grote steden als Rotterdam, Den Haag, Utrecht, Groningen en Eindhoven volgden al snel. In Maastricht werd op 27 maart 2007 echter een motie die ambtenaren verplichtte tot het huwen van homoparen, afgewezen.
In het najaar van 2011 ontstond opnieuw commotie over de weigerambtenaar nadat de gemeente Den Haag Wim Pijl, trouwambtenaar van SGP-huize, had ontslagen. De Tweede Kamer reageerde door op 15 november een motie tegen weigerambtenaren aan te nemen. De reactie van enkele gemeenten was dat zij weigerden de weigerambtenaar te ontslaan. Op 23 oktober 2013 besloot de rechtbank Den Haag dat de gemeente Pijl niet weer hoeft aan te nemen. Dat Pijl ook voor 2007 al huwelijken sloot maakte voor de rechter geen verschil.
In de bijlage Letter en Geest van Trouw pleitte de socioloog en theoloog Gied ten Berge vanwege de groeiende levensbeschouwelijke diversiteit in opvattingen ten aanzien van het huwelijk en andere levensverbintenissen voor een pragmatische benadering: beperk bij de overheid alle duurzame levensverbintenissen tot partnerschapsregistraties aan het loket en staak voortaan alle huwelijksrituelen op het stadhuis, daarmee zou het probleem van de weigerambtenaar zijn opgelost. Op 19 november 2011 sprak de fractieleider van de ChristenUnie in de Tweede Kamer, Arie Slob, zich uit voor het beëindigen van huwelijksceremonies op het stadhuis. Vergelijkbare pleidooien waren eerder gevoerd door de theologen Marco Derks, David Bos, Tom Mikkers en Ruard Ganzevoort. Ook de protestantse ethicus prof. dr. Frits de Lange toonde zich geïnteresseerd in deze oplossing van het probleem van de weigerambtenaar.
Op 26 november 2011 werd het woord weigerambtenaar door het Genootschap Onze Taal verkozen tot woord van het jaar.
De D66-Tweede Kamerleden Gerard Schouw en Pia Dijkstra dienden in 2012 een initiatiefwetsvoorstel in om het niet willen huwen van partners van hetzelfde geslacht wettelijk te verbieden. Dit resulteerde in de Wet van 4 juli 2014 tot wijziging van het Burgerlijk Wetboek en de Algemene wet gelijke behandeling met betrekking tot ambtenaren van de burgerlijke stand die onderscheid maken als bedoeld in de Algemene wet gelijke behandeling. Het verbod geldt alleen voor nieuwe trouwambtenaren, wat betekent dat het aantal weigerambtenaren na verloop van tijd gaat afnemen.

### Curaçao
Nadat op 27 juli 2024 op Curaçao twee vrouwen in het huwelijk waren getreden, stapten drie trouwambtenaren naar hun leidinggevende om te melden, dat zij gewetensbezwaren hadden tegen het voltrekken van een homohuwelijk. De leidinggevende benaderde de ambtenarenbond ABVO om een oplossing te vinden voor deze weigerambtenaren.

### Internationaal
In Amerika wordt het principe van de weigerambtenaar ook teruggezien. Zo werd op 21 februari 2024 een wet in de staat Tennessee doorgevoerd die inhield dat "een persoon niet verplicht zal worden om een huwelijk te wijden" wanneer zij het niet mee eens waren met de sluiting van dat huwelijk. De directeur van Labda Legal, een lhbti lobbygroep, noemde de wet ongrondwettelijk.